# Hugo Larsson
Hugo Emanuel Larsson (Svarte, 27 giugno 2004) è un calciatore svedese, centrocampista dell'Eintracht Francoforte.

## Carriera

### Club
Cresciuto nel settore giovanile del Malmö FF, esordisce in prima squadra il 20 febbraio 2022, disputando l'incontro di Svenska Cupen vinto per 5-1 contro il GAIS, mentre l'esordio in Allsvenskan avviene l'11 aprile successivo, nel pareggio per 1-1 contro l'Elfsborg. Nel corso dell'Allsvenskan 2022 comincia a mettersi in mostra con 27 presenze di cui 10 da titolare, trovando anche il primo gol ufficiale il 6 novembre contro il Degerfors all'ultima giornata. Tra il luglio e il novembre 2022 gioca anche nelle coppe europee, con il cammino del Malmö che parte dai preliminari della UEFA Champions League 2022-2023 e arriva alla fase a gironi della UEFA Europa League 2022-2023. Durante l'Allsvenskan 2023 Larsson trova ancora maggiore spazio visto che, fino a quando non viene ceduto, gioca titolare 12 partite di campionato sulle 12 in calendario, nelle quali totalizza 2 gol e un assist.
Nel frattempo, il 29 maggio 2023 viene ufficializzato che, a partire dal successivo 1º luglio, Larsson sarebbe diventato un giocatore dell'Eintracht Francoforte. I due club non rendono note le cifre, tuttavia il Malmö specifica che si tratta di una somma record per il campionato svedese. Il quotidiano svedese Aftonbladet parla di una vendita da 132 milioni di corone (circa 11,5 milioni di euro), mentre altri media tedeschi quantificano la somma sui 7,5 o 8 milioni di euro.

### Nazionale
Ha giocato nelle nazionali giovanili svedesi Under-19 ed Under-21.
Nel 2023 ha esordito nella nazionale maggiore svedese.

## Statistiche

### Presenze e reti nei club
Statistiche aggiornate al 18 agosto 2022.
| Stagione                     | Squadra                      | Campionato                   | Campionato | Campionato | Coppe nazionali | Coppe nazionali | Coppe nazionali | Coppe continentali | Coppe continentali | Coppe continentali | Altre coppe | Altre coppe | Altre coppe | Totale | Totale |
| Stagione                     | Squadra                      | Comp                         | Pres       | Reti       | Comp            | Pres            | Reti            | Comp               | Pres               | Reti               | Comp        | Pres        | Reti        | Pres   | Reti   |
| ---------------------------- | ---------------------------- | ---------------------------- | ---------- | ---------- | --------------- | --------------- | --------------- | ------------------ | ------------------ | ------------------ | ----------- | ----------- | ----------- | ------ | ------ |
| 2022                         | Malmö FF                     | A                            | 27         | 1          | CS              | 5               | 0               | UCL+UEL            | 4+9                | 0                  |             | -           | -           | 45     | 1      |
| 2023                         | Malmö FF                     | A                            | 12         | 2          | CS              | 3               | 0               | -                  | -                  | -                  | -           | -           | -           | 15     | 2      |
| Totale Malmo                 | Totale Malmo                 | Totale Malmo                 | 39         | 3          |                 | 8               | 0               |                    | 13                 | 0                  |             | -           | -           | 60     | 3      |
| 2023-2024                    | Eintracht Francoforte        | BL                           | 29         | 2          | CG              | 3               | 0               | UECL               | 6                  | 0                  | -           | -           | -           | 38     | 2      |
| 2024-2025                    | Eintracht Francoforte        | BL                           | 20         | 2          | CG              | 3               | 0               | UEL                | 7                  | 2                  | -           | -           | -           | 30     | 4      |
| Totale Eintracht Francoforte | Totale Eintracht Francoforte | Totale Eintracht Francoforte | 49         | 4          |                 | 6               | 0               |                    | 13                 | 2                  |             | -           | -           | 68     | 6      |
| Totale carriera              | Totale carriera              | Totale carriera              | 88         | 7          |                 | 14              | 0               |                    | 26                 | 2                  |             | -           | -           | 128    | 9      |

## Palmarès

### Club

#### Competizioni nazionali
- Coppa di Svezia: 1

Malmö FF: 2021-2022